# 9 септември 1944 (орден)
Орден „9 септември 1944“ е петият по старшинство в наградната система на Народна република България.

## Статут
Учреден е с указ от Президиума на XXVI обикновено народно събрание на 9 септември 1945 г. Първоначално се присъжда от Президиума на Народното събрание а след 1971 г. от Държавния съвет на НРБ на български и чужди граждани за участие във въоръженото въстание на 9 септември 1944 година а също така и за установяване и укрепване на народната власт. По статут ордена има три степени и два класа, с мечове за военни дейци и без мечове за граждански лица. Първи с орден „9 септември 1944“ I степен с мечове е удостоен Георги Димитров, министър-председател на България 1946 – 1949 г.

## Описание
Автор на проекта е художникът Борис Ангелушев. Първоначално орденът се изработва в частно ателие, а впоследствие производството се прехвърля в Държавния монетен двор. Знакът на ордена има форма на петолъчна звезда, изработен от златист метал. В медальон в средата на знака е изобразен бюст на Васил Левски, околовръст са разположени две лаврови клончета покрити със зелен емайл. Носи се на петоъгълна колодка в преобладаващ червен цвят от дясната страна на гърдите.